# Насиље у породици
Насиље у породици је понашање којим један члан породице угрожава телесни интегритет, душевно здравље или спокојство другог члана породице. Насиље у породици је појам који се обично односи на насиље између супружника или супружничко злостављање, али такође може да се односи и на невенчане интимне партнере или једноставно људе који живе заједно. Насиље у породици је феномен који је присутан у свим земљама света и у свим културама; људи свих раса, етнија, верских и политичких и сексуалних опредељења, друштвених и културних нивоа и полова могу бити починиоци насиља у породици.
Скретање пажње јавности на насиље у породици отпочело је са појавом женског покрета, нарочито феминизма и покрета за женска права насталих седамдесетих година 20. века, чија је главна преокупација била решавање проблема претучених жена чији су агресори били њихови мужеви.
Свест о насиљу у породици као и схватање и документованост овог преступа разликују се од земље до земље. Процењује се да је у САД и Великој Британији само трећина случаја насиља у породици пријављена полицији. Према подацима Виктимолошког друштва Србије, свака четврта жена на Балкану трпи насиље у породици.

## Облици насиља у породици
Насиље у породици појављује се у различитим облицима и укључује физичко насиље, сексуално насиље, психичко насиље и економско насиље.
- Физичко насиље укључује батинање, ударање по глави и телу, чупање косе, повреде оштрим и тупим предметима, шутирање, дављење, бацање на зид или под, наношење опекотина, итд.
- Сексуално насиље подразумева сваку повреду полне слободе и полног морала, сваки вид деградирања и понижавања на сексуалној основи, »класично« силовање, сваки вид присиљавања на сексуални однос.[1]
- Психичко насиље се односи на застрашивање, константно критиковање, потцењивање, емоционалне претње и оптужбе, емоционално уцењивање, стварање конфузије и несигурности код жртве, посесивно понашање, постављање нереалних и неостваривих очекивања у односу на жртву, вербално злостављање, излагање жртве притиску, испољавање злостављачког ауторитета, непоштовање жртве, злоупотреба поверења, неиспуњавање обећања, емотивна резервисаност, минимизирање, порицање и пребацивање кривице за насиље, изолација, узнемиравање и малтретирање.[1]
- Економско насиље подразумева насилно одузимање новца и вредних ствари, контролисање зараде и примања, трошење новца искључиво за задовољење сопствених потреба, неиспуњавање обавезе издржавања необезбеђених чланова породице, забрана члану породице да располаже сопственим, односно заједничким приходима, забрана члану породице да се запосли и оствари сопствене приходе, одузимање средстава рада, наметање обавезе сталног подношења детаљних извештаја о трошењу новца и друго.[1]

Такође је важно поменути пасивно злостављање, један посебан вид насиља у породици који није лако уочити, а који обично води у физичко насиље. Овај вид насиља врло је суптилан и укључује виктимизацију, двосмислености, запостављање, духовно и интелектуално злостављање.
Насиље у породици има неколико димензија:
1. Модалитет: физичко, психичко, сексуално или/и економско.
2. Учесталост: повремено, хронично
3. Озбиљност: како код психичког тако и код физичког злостављања зависи он степена повреде и потребе за лечењем.
4. Пролазна или трајна повреда: блага, умерена, тешка, итд. Највиши степен је убиство.

## Жртве насиља у породици

### Насиље над женама
Насиље над женама обухвата широк спектар различитих форми злостављања, на основи родног обележја, које је усмерено према женама и девојкама у различитим периодима њиховог живота. Насиље над женама је резултат неравнотеже моћи између жена и мушкараца која доводи до дискриминације жена, и у оквиру друштва и унутар породице. Оно представља кршење људских права, чија сама природа лишава жене њихове могућности да уживају основне слободе, често оставља жене рањивим за даље злостављање и представља велику препреку у превазилажењу неравноправности између мушкараца и жена у друштву.

Жене су веома често жртве насиља својих најближих. Насиље у породици је најчешћи облик општијег проблема насиља над женама, чему говоре у прилог статистике: између 40% и 70% убистава где су жртве биле жене, починиоци су били њихови мужеви или вереници. Такође је утврђено да се не ради увек о физичком насиљу, већ и о душевном или вербалном. Насиље над женама које врше њихови сентиментални партнери најчешће остаје непријављено полицији, тако да експерти сматрају да је број жена жртава насиља у породици много већи од оног кога показују статистике и да га је тешко проценити.
Иако је овај проблем представљен као проблем у оквиру хетеросексуалних односа, он ипак постоји и међу лезбијкама, између мајке и кћерке, између две женске особе које деле стан или у било каквом другом односу двеју жена које живе под истим кровом. Насиље над женама у лезбијским везама готово да је једнако заступљено као и у хетеросексуалним везама.

### Насиље над децом
Истраживања су показала да између 40% и 60% мушкараца и жена који злостављају одрасле такође злостављају и своју децу. Девојчице чији очеви злостављају њихове мајке су 6,5 пута вероватније жртве својих очева него оне које имају ненасилне очеве.
Насиље над децом се може поделити на више видова:
- Запостављање, при чему одговорна одрасла особа не води одговарајућу бригу о детету и о његовим потребама како на физичком плану (обезбеђење хране, одеће и хигијене), тако и на емотивном (одсуство љубави) и едукационом плану (спречавање детета да иде у школу).
- Физичко злостављање је физичка агресија одрасле особе над дететом. Укључује ударање, паљење, дављење или дрмусање детета, при чему се често злостављање оправдава као васпитно-дисциплинска мера. Преношење токсичних материја детету преко мајке (као фетални алкохолизам) у неким земљама такође се може сматрати физичким насиљем над дететом.
- Сексуално злостављање детета јесте било који сексуални чин између одрасле особе и детета, укључујући пенетрацију, орални секс или излагање детињег нагог тела под присилом у присуству одрасле особе.

Према статистичким подацима добијеним у периоду између 1994. године и 2004. године, у Србији је од свако четворо сексуално злостављане деце, троје су девојчице и једно је дечак. На сваких пет починилаца сексуалног злостављања деце, 4 су мушкарци, а 1 је жена. У 39,12% случаја дете је злостављао отац (најчешћи однос насилник-злостављани јесте отац-кћерка). У 53,32% случајева, насилник је особа која представља фигуру оца у породици (отац, очух, хранитељ, усвојитељ). Од укупног броја случаја сексуалног злостављања деце, чак у 98,26% починилац је била особа позната детету, најчешће из круга најуже породице.
- Душевно злостављање, такође познато и као емотивно злостављање детета, укључује извргавање руглу детета, неприкладне и претеране казне или непоказивање љубави према детету.

### Насиље над мушкарцима
Иако је се акценат ставља на жене као главне жртве, такође и мушкарци могу бити жртве насиља у породици. Пажња светске јавности на мушкарце које малтретирају жене скренута је појавом покрета за мушка права. У извештају о повредама проузрокованим насиљем које су лечене на болничким одељењима за хитну помоћ (Violence-Related Injuries Treated in Hospital Emergency Departments)
) коју је издало Министарство правде САД у августу 1997, наводи се да су мушкарци једна шестина од укупног броја пацијената који су примљени као жртве насиља у породици. Овај извештај такође наводи да знатно више мушкараца него жена одбија да открије идентитет свог нападача. Жртве такође могу бити и деца или стара лица.

### Насиље над старим и нејаким лицима
Старе и нејаке особе су такође често жртве насиље у породици. Феномен насиља над старим лицима примећен је седамдесетих година 20. века, али тек деценију касније и само у САД, институционализује се термин elder abuse, то јест, насиље над старим лицима. Насиље над старијим особама може бити физичко насиље, душевно насиље, сексуално насиље, економско насиље, самозапостављање и напуштање.

#### Синдромбабе робиње
Почетак 21. века донео је један нови вид насиља у породици над старијим особама који се у психологији назива „синдромом бабе-робиње“. Ради се, наиме, о старијим женама које добровољно подносе велики терет у оквиру своје породице који са годинама постаје претежак за њих. Ако жена сама не искаже да је крајње исцрпљена, а њена деца то не примећују, преоптерећеност ових особа доводи до појаве обољења на психосоматском и физичком нивоу. Физичке манифестације ове болести су висок крвни притисак, метаболички поремећаји и дијабетес, срчане и респираторне сметње, утрнуће, несвестице и друге парокистичне сметње, хроничан умор, слабост и падови. На емотивном плану, појављује се општа нерасположеност, нелагодност, анксиозност, невољност, недостатак мотивације, осећај кривице због свог лошег стања, и у изузетно тешким случајевима помисао о самоубиству као једином излазу.
Овај феномен је новијег датума и Међународна здравствена организација га карактерише као насиље над женама. Фактори који утичу на појаву овог синдрома су обавезе које немају везе с послом домаћице (чување унучића), бројна породица, чланови породице који су инвалиди или болесни и чију бригу преузимају те жене, гомилање обавеза и сл. Психолошки и друштвени профил жена подложних овом синдрому су средовечне жене било које друштвене класе са претераним осећајем одговорности које немају обичај да се жале на адекватан начин.

## Насиље у породици у различитим земљама
Третирање насиља у породици варира од особе до особе и од културе до културе, али у многим местима ван Запада овај концепт је врло слабо схваћен. У неким земљама овај концепт је чак широко прихваћен или потпуно потиснут. То се дешава јер се у већини тих земаља односи између мужа и жене не сматрају односима равноправних, већ таквим, где жена треба да се потчињава мужу. Ово је утврђено у законима неких земаља - на пример, у Јемену, брачне пропозиције налажу да жена треба да се потчињава свом мужу и да не сме напуштати дом без његове дозволе. Многе земље сматрају насиље у породици легалним или нису предузеле мере за криминализацију његових израза, посебно у земљама са муслиманском већином, и међу тим земљама неке сматрају дисциплинарно деловање на жене правом мужа, на пример, у Ираку. У конзервативним културама, жена која носи одећу која се сматра недовољно пристојном може бити изложена озбиљном насиљу од стране мужа или рођака, а таква сурова реакција се сматра прихватљивом од стране већег дела друштва: у анкети, 62,8% жена у Авганистану је изјавило да муж има право да бије своју жену ако носи неприкладну одећу.
У културама где полиција и судски органи имају репутацију корумпираних и склоних злоупотребама, жртве насиља у породици често нерадо траже званичну помоћ. Према подацима Центра за статистику кривичног правосуђа Министарства правде Калифорније, у 2020. години полиција је реаговала на 160 646 позива о насиљу у породици.
У новинском чланку из 2012. године, The Washington Post је известио: „Група Reuters Trust Law је назвала Индију једном од најгорих земаља на свету за жене ове године, делом зато што се  тамо често сматра заслужним. Извештај УНИЦЕФ-а из 2012. године показао је да 57 процената индијских дечака и 53 процента девојчица узраста од 15 до 19 година сматрају батине жена оправданима.
Окривљавање жртве је такође често у многим друштвима, укључујући и западне земље: анкета Евробарометра из 2010. године показала је да се 52% испитаника сложило са тврдњом да је „провокативно понашање жена“ узрок насиља према женама; притом су испитаници на Кипру, у Данској, Естонији, Финској, Литванији, Малти и Словенији са највећом вероватноћом се сложили са овом тврдњом (више од 70% у свакој од ових земаља).
Истраживање спроведено 2018. године показало је да у земљама подсахарске Африке 38% жена оправдава насиље, док је у Европи тај проценат 29%, а у Јужној Азији је тај проценат највиши — 47% жена оправдава насиље. Такви високи проценти могу бити повезани са чињеницом да у земљама са нижим нивоом економског развоја жене потчињавају друштвеним нормама и традицијама, те се плаше да иду против тих традиција, јер то може изазвати негативну реакцију Насиље над женама понекад оправдавају саме жене, на пример, у Малију 60% жена без образовања, нешто више од половине жена са основним образовањем и мање од 40% жена са средњим или вишим образовањем сматрају да мужеви имају право користити насиље у корективне сврхе.
У неким земљама ниво прихватања насиља у породици је опао, као на пример у Нигерији, где је 62,4% жена подржавало насиље у породици 2003. године, 45,7% у 2008. години и 37,1% у 2013. години. Међутим, у неким случајевима ниво прихватања је порастао, као на пример у Зимбабвеу, где 53% жена оправдава претучене жене.